# Machimus leucocephalus
Machimus leucocephalus là một loài ruồi trong họ Asilidae. Machimus leucocephalus được Janssens miêu tả năm 1968. Loài này phân bố ở vùng Cổ Bắc giới và châu Á.